# Мария Анна Вилхелмина фон Баден-Баден
Мария Анна Вилхелмина фон Баден-Баден(на немски: Marie Anna Wilhelmine von Baden-Baden; * 8 септември 1655, Баден-Баден; † 22 август 1701, Егер, Унгария) е маркграфиня от Маркграфство Баден-Баден и чрез женитба княгиня на Лобковиц и херцогиня на Саган. Чрез внучката си Мария Августа фон Турн и Таксис тя е прародител на британската кралица Мери Тек, съпругата на крал Джордж V.

## Произход
Дъщеря е на маркграф Вилхелм фон Баден-Баден (1593 – 1677) и втората му съпруга графиня Мария Магдалена фон Йотинген-Балдерн (1619 – 1688), дъщеря на граф Ернст I фон Йотинген-Балдерн (1584 – 1626) и графиня Катарина фон Хелфенщайн-Визенщайг (1589 – 1638).

## Фамилия
Мария Анна Вилхелмина се омъжва на 17 юли 1680 г. в Баден за бохемския княз Фердинанд Август фон Лобковиц (* 7 септември 1655; † 3 октомври 1715), 3 княз на Лобковиц, херцог на Саган, син на княз Венцел Евсебий фон Лобковиц (1609 – 1677) и Августа София фон Пфалц-Зулцбах (1624 – 1682). Тя е втората му съпруга. Те имат децата:
- Йозеф Антонин Август (1681 – 1717), каноник в Регенсбург и Кьолн, полковник, убит при Белград
- Елеонора (1682 – 1741), омъжена на 6 декември 1701 г. във Виена за наследствения принц Адам Франц фон Шварценберг (1680 – 1732)
- Мария Лудовика Анна Франциска (1683 – 1750), омъжена на 10 януари 1703 г. във Виена за граф Анселм Франц фон Турн и Таксис (1681 – 1739)
- Фердинанд Ян Франц (1685 – 1727)
- Йохан Георг (Жири) Кристиан (1686 – 1755), княз на Лобковиц, губернатор на Сицилия 1732, фелдмаршал, женен на 11 ноември 1718 г. в Прага за графиня Каролина Хенриета фон Валдщайн (1702 – 1780)
- Хедвига Хенриета (1688 – 1689)
- Августа Франциска (1690 – 1692)
- Карл (Карел) Игнац Бонавентура (1692 – 1701)
- Леополд (* ок. 1694)
- Мария (* ок. 1696)
- Елеонора (* ок. 1698)